# Fernando Barbeito
Fernando Barbeito Delgado (n. Barcelona el 17 de octubre de 1968) es un exjugador de balonmano español de los años 90. Jugaba en la posición de extremo. Era diestro. Medía 1,77 metros y pesaba 80 kg y destacó jugando como extremo tanto en el FC Barcelona como en el Portland San Antonio. Con el conjunto catalán ganó los títulos más importantes de su carrera, entre los que destacan tres Copas de Europa. Estuvo considerado uno de los mejores lanzadores de siete metros del mundo de su época. 
Disputó un total de 56 partidos con la Selección de balonmano de España de los años 90, con la que ganó la medalla de plata en el Mundial Júnior en 1987, y la medalla de bronce en los Juegos Mediterráneos de Latakia de 1987. 
Es el actual segundo entrenador del FC Barcelona, en sustitución de Oliver Roy, que pasará a ejercer como tercer entrenador.

## Clubes
- FC Barcelona: 1988-1998.
- Portland San Antonio: 1998-2002.

## Palmarés

### Títulos internacionales de selección
- Medalla de bronce en los Juegos Mediterráneos de Latakia de 1987, con la selección española.
- Medalla de plata en el Mundial Júnior en 1987.

### Títulos internacionales de club
- 5 Copas de Europa: 1990-1991, 1995-1996, 1996-1997 y 1997-1998, con el FC Barcelona, y 2000-2001, con el Portland San Antonio.
- 3 Supercopa de Europa: 1996-1997 y 1997-1998, con el FC Barcelona, y 2000-2001, con el Portland San Antonio.

### Títulos nacionales de club
- Campeón de la Supercopa en 1995.
- Subcampeón de la liga ASOBAL en 1997 y 2000.
- Campeón de la Copa de S.M. Rey en 1999 y 2001.